# 食道癌
食道癌（しょくどうがん、英語: Esophageal cancer）は、広義では食道に発生する癌腫の総称。

## 疫学

2004年における10万人毎の食道癌による死亡者数（年齢標準化済み）
データなし
3人未満
3人から6人
6人から9人
9人から12人
12人から15人
15人から18人
18人から21人
21人から24人
24人から27人
27人から30人
30人から35人
35人を超える

日本では、60歳代の男性に好発し、男女比は、3対1程度である。また、食道癌全体の93%以上を食道扁平上皮癌がしめ、発生部位も胸部中部食道に多いのに対し、アメリカ合衆国ではここ30年ほどで扁平上皮癌の割合が低下し、現在では約半数を食道胃接合部近傍の腺癌が占める。その違いの原因は明らかではないが、ひとつは禁煙による癌発症予防効果が扁平上皮癌の方が高いことが挙げられている。これは、アメリカでは日本より禁煙が進んでいるためである。白人に比べて喫煙率が高い黒人では扁平上皮癌の罹患率がより高いことが示されている。また、バレット食道の罹患率がアメリカのほうが多いという点も理由に挙げられる。
飲酒と喫煙は食道癌の強力な原因とされている。野菜・果物の摂取量が多いグループで食道癌のリスクが低下し、特にキャベツ、大根、小松菜などが含まれるアブラナ科の野菜の摂取で有意なリスクの低下がみられた。ビタミンB12の食事摂取が多い人ほど、食道がんの罹患リスクが高い傾向が見られた。
国際がん研究機関（英語: International Agency for Research on Cancer、略称:IARC）は、2016年に、65℃以上の熱い飲み物自体を食道癌の観点から「グループ2A：恐らく発がん性があるもの」に分類した。

### 転移
食道癌の骨転移の頻度は3〜5%である。

## 病理

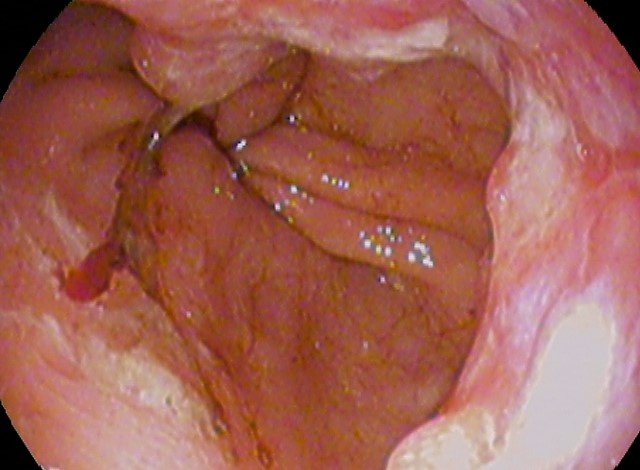
ショートセグメントバレット食道 (SSBE) から発生したバレット食道癌。病理診断は印環細胞癌。

以下の種類に分類されるが、扁平上皮癌が全体の90%以上を占め、ついで腺癌である。
- 良性上皮性腫瘍

1. 扁平上皮乳頭腫
2. 腺腫

- 上皮内腫瘍

1. 扁平上皮内腫瘍（低異型度・高異型度）
2. 円柱上皮内腫瘍

- 上皮性悪性腫瘍

1. 扁平上皮癌（高分化型・中分化型・低分化型）
2. 類基底細胞癌
3. 腺癌（高分化型・中分化型・低分化型）
4. 腺扁平上皮癌
5. 粘表皮癌
6. 腺様嚢胞癌
7. 内分泌細胞腫瘍（カルチノイド、内分泌細胞癌）
8. 未分化癌

- 非上皮性腫瘍

1. 平滑筋腫瘍（平滑筋腫、平滑筋肉腫）
2. 消化管間質腫瘍 (英語:  gastrointestinal stromal tumor、略称:GIST)
3. 神経性腫瘍

- リンパ球系腫瘍
- 腫瘍様病変

1. 異所性胃粘膜
2. 異所性皮脂腺
3. カウデン (Cowden) 病
4. グリコーゲン表皮肥厚

## 分類
病期分類は、国際的に多くの腫瘍で用いられる通りTNM分類によって行われる。

### 肉眼的分類
- 0型 表在型
  - 0-I 表在隆起型
  - 0-II 表在平坦型
  - 0-III 表在陥凹型
- 1型 隆起型
- 2型 潰瘍限局型
- 3型 潰瘍浸潤型
- 4型 びまん浸潤型
- 5型 その他

### 深達度分類
- T1a: 癌が粘膜内にとどまる病変
  - T1a-EP（m1）
  - T1a-LPM（m2）
  - T1a-MM（m3）
- T1b: 癌が粘膜下層にとどまる病変
  - SM1 SM2 SM3
- T2: 癌が固有筋層にとどまる病変
- T3: 癌が食道外膜に浸潤している
- T4: 癌が食道周囲臓器に浸潤している

## 症状
初期症状は食道違和感などの不定愁訴に近く、またリンパ節転移が多いことと、食道は他の消化器臓器と異なり漿膜（外膜）を有していないため、比較的周囲に浸潤しやすいことなどから、進行が早いため、発見が遅れやすい。
食道癌と診断された人では、その時点で74%の人が嚥下困難、14%の人が嚥下痛がある。57%の人で体重が減少しているが、このとき、体重の減少の程度が、BMIで10%以上の減少に相当する場合には、予後不良の可能性が高くなる。呼吸困難、咳嗽（がいそう。せきの意）、嗄声（させい。声のかすれ）、胸骨後部または背部または右上腹部痛はまれだが、進行した病変の存在を示唆する。
早期癌の場合はそれに伴う身体所見はほとんどない。進行癌では、ときに右もしくは左の鎖骨上部リンパ節腫大を認める。反回神経麻痺による嗄声を認めることもある。

### 腫瘍マーカー
食道癌に関しては、診断、治療効果判定、予後評価のいずれかにでも有用であるものは少ないが、扁平上皮癌関連抗原 (SCC) 、p53抗体、癌胎児性抗原 (CEA) 、CYFRA21-1などが比較的よく用いられている。日本における食道癌は、90%以上が扁平上皮癌であることから、SCCが最も利用されている。保険適応となっているのは、SCC・p53抗体・CEAである。p53抗体は、比較的早期の症例での陽性率が高いのが特徴である。

## 治療
他の癌の治療と同様に、治療方針は癌の病理組織・病期診断によって変わってくる。主に以下にあげられる治療を集学的に行っていく。
大まかには0期であれば内視鏡的治療、I期であれば手術または化学放射線療法、II～III期であれば術前化学療法+手術（手術不能例には化学放射線療法）、IVa期には化学放射線療法、IVB期には化学療法が選択される。

### 内視鏡治療
病変がリンパ節転移の無い早期食道癌と診断される病変に対し、EMR・ESDといった内視鏡治療が広く行われてきている。
深達度診断で、T1a-EP（m1）ないしT1a-LPM（m2）と思われる病変はリンパ節転移の確率が低く、基本的に内視鏡治療の適応となり、肉眼形態では0-II（表在平坦型）タイプが多い。深達度診断で、T1a-MM（m3）ないしSM1と思われる病変に関してはリンパ節転移の確率が高くなり、根治的治療は外科手術が選択される。

### 手術的治療
旧来より、根治術として食道切除術+3領域リンパ節郭清（頸部・縦郭・腹部）が多くなされてきた。詳細は食道切除術の記述を参照。この手術は、非常に侵襲が大きく、合併症の発生率が非常に高かったが、腹腔鏡と胸腔鏡を併用した手術法により改善されつつある。
JCOG9204試験により術後補助化学療法の有用性が示されたが、その後報告されたJCOG9907試験の結果によると、手術の前に化学療法を行った患者群の治療成績は手術の後に行った群よりも良好であった。このため我が国ではII～III期に対しては術前化学療法を行うことが標準治療とされるようになっている。一方で欧米では術前化学放射線療法の有用性を示した報告から、術前化学放射線療法が標準治療とされている。
また、化学放射線療法をうけたが病変が残存もしくは再発した患者に救済治療として行われる事もあるが、その際の合併症（副作用）のリスクは高いとされている。

### 化学放射線療法
食道癌に対する化学療法と放射線療法の併用療法は、手術加療以外の根治的治療として、現在比較的広く行われてきている。一般に全身状態から手術が施行できない症例に対して行われる。I期においては5年生存率は手術加療とほぼ同じにまで至る報告もなされてきている。II～IVa期についても有効性が報告されてきている。主な臨床試験に以下がある
- FP療法（5-FU＋CDDP）＋放射線療法
  - JCOG9708[14]（T1N0M0）：第2相試験。
  - JCOG9906（T1-4N0M0）
  - RTOG9405（T4N0-1M0）
  - JCOG0909
  - JCOG0303

### 放射線療法
根治的治療目的の放射線療法適応は広く、T1〜3・N0,1・M0の切除可能例から、T4・N0,1・M0の切除不能例までが適応とされ、化学療法と併用されることで良好な治療が報告されている。食道癌の手術はリスクが高いため、上記の症例の場合における外科的手術を行わない根治的治療では、化学療法との併用による化学放射線療法が選択されている。

### 化学療法
上述の通りII〜III期症例には術前化学療法が標準治療であり、5-FU+CDDPが行われる。
また遠隔転移を生じたM1の場合等では全身化学療法が施行される。ただし遠隔転移を生じているような進行の食道癌に対する化学療法の効果反応はたいてい数か月程度で、全身化学療法が行われる場合においても生存期間が1年をこえることは稀である。
使用される抗癌剤は主に以下があり、組み合わせによって様々なレジメンが提唱されている。
- 5-FU（フルオロウラシル）
- CDDP（シスプラチン）
- ネダプラチン
- ドセタキセル
- ニボルマブ

標準的な一次治療は5-FU+CDDPとされるが、ドセタキセルを上乗せした3剤治療の効果については検証中である。二次治療として従来はタキサン系薬剤が用いられてきたが、ATTRACTION-3試験の結果から扁平上皮癌であればニボルマブが用いられるようになった。KEYNOTE-181試験から、扁平上皮癌または腺癌で CPS≧10 であればペムブロリズマブが適応となる。従来通りタキサン系薬剤も候補となる。

## 予後
胃癌、大腸癌を含む消化器の癌の中では予後は極めて悪い。これはリンパ節転移が多いことと、食道は他の消化器臓器と異なり漿膜（外膜）を有していないため、比較的周囲に浸潤しやすいことが上げられる。
食道癌全体での5年生存率は、1970年には4%であったが現在では14%ほどに改善している。アメリカ合衆国での成績であるが、手術を行った場合の5年生存率は、0期で95%以上、I期で50%から80%、IIA期で30%から40%、IIB期で10%から30%、III期で10%から15%である。IV期は「転移あり」を意味するが、生存期間中央値が1年以下である。TNM分類以外で予後を予測する因子として、統計的に証明された予後不良因子は、BMIの10%以上の減少、嚥下困難、大きな腫瘍、高齢、リンパ節微小転移である。
食道亜全摘胃管再建を予定していた食道癌患者について、漢方薬の「大建中湯（15グラム (g)/日投与）」投与群と非投与群で比較したところ、術後21日目における体重減少は大建中湯群が3.6％で、対照群の7.0％に比べて有意に抑制された。 栄養状態の指標となるアルブミン値には統計学的有意差は示されなかったが、術後のCRP値の推移は術後3日目で、大建中湯群が4.9ミリグラム/デシリットル (mg/dL) であり対照群の6.9 mg/dLと比べて低い傾向が示された。
再発には飲酒を控えることが良いという研究が発表された。

## 食道癌を患った人物
（アイウエオ順。生還者も含む）
- 赤塚不二夫: 漫画家
- 秋野暢子: 女優、ステージ3の頸部食道がん、寛解。
- 吾妻ひでお: 漫画家
- 石塚運昇: 声優[18]
- 石橋貴明: タレント、手術に成功
- 扇千景: 元女優、政治家
- 大空眞弓: 女優、手術に成功
- 岡田真澄: 俳優
- 小沢征爾: 指揮者
- 河野博式: 実業家[19]
- 岸田森: 俳優
- 桑田佳祐: 2010年に早期発見
- 小磯國昭: 軍人・政治家
- 神津カンナ: 作家、手術に成功
- 鈴木宗男: 政治家、手術に成功
- 城達也: 俳優・声優
- 豊田有恒: SF作家
- 内藤陳: タレント
- なかにし礼: 作詞家、陽子線療法で克服
- 十八代目中村勘三郎: 歌舞伎俳優
- 西村晃: 俳優、晩年に手術に成功
- 野口五郎: タレント、手術に成功
- 藤田まこと: 俳優
- ハンフリー・ボガート: 俳優
- マコ岩松: 俳優
- 三浦洋一: 俳優
- 御童カズヒコ: 漫画家[20]
- やしきたかじん: 俳優
- 三代目柳家権太楼：落語家
- 吉田昌郎: 東京電力社員(元福島第一原子力発電所所長）

Category:食道癌で亡くなった人物も参照